# Wilfried Huber (Pädagoge)
Wilfried Huber (* 15. Dezember 1925 in Dettenhausen (Württemberg); † 18. Juni 1986 in Reutlingen) war ein deutscher Hochschul- und Bildungspolitiker, Erziehungswissenschaftler und Historiker.

## Leben
Huber belegte ein Studium der Pädagogik, Geschichte, Philosophie in Tübingen, Weingarten, Hamburg. Die Promotion erfolgte 1960 bei Flitner.
Er arbeitete von 1960 bis 1964 in leitender Position in der Akademischen Auslandsstelle in Hamburg. Nach seiner Berufung nach Münster im Jahre 1967 lebte er dort bis zu seinem Tode. Als Bildungs- und Hochschulpolitiker machte er den Zweiten Bildungsweg an der Universität möglich. Ihm wurde für sein Verdienst ein Denkmal gesetzt.
Von 1962 bis 1980 war er Mitglied der Rektorenkonferenz der Pädagogen in Deutschland. Von 1970 bis 1986 leitete er das Reichwein-Archiv.
Zu seinen Verdiensten zählt auch, die zwischenmenschlichen Beziehungen deutscher und englischer Studenten und Hochschullehrer gefördert zu haben durch ein Deutsch-Englisches Bildungsprogramm.
1979 wurde er von der Universität Brasília eingeladen, die Reform der Landschulen mit zu planen. Er wurde für sein Mitwirken  ausgezeichnet.

## Werk
Seine Themenschwerpunkte waren Bildungsplanung; Pädagogische Anthropologie; Systematische Pädagogik; Curriculum-Forschung; Geschichte der Pädagogik; Weimarer Republik; Zweiter Weltkrieg.
Er schrieb Aufsätze über den Pädagogen im Widerstand Adolf Reichwein sowie zur Museumspädagogik und Volkskunde, die Exilliteratur der emigrierten Wissenschaftler in England („Regesten“), Institut für Zeitgeschichte München und die Volkshochschule in Bornholm (1967) und Deutschland.
Sein fertiges Manuskript über „Alfred Reichwein: Pädagoge des Widerstandes – Sein Lebenswerk“ verschwand mit dem Ableben Hubers 1986 und blieb verschollen.

## Publikationen
- Die Sprache im Nationalsozialismus
- Johann Amos Comenius, Begründer der Volksschule (‚Alle müssen alles lernen’)
- Die Bildungspolitik in der BRD der 1960er und 70er Jahre
- Das Geschichtsverständnis von Kindern und Jugendlichen in Deutschland und der Schweiz (Dissertationsschrift, 1961)
- Adolf Reichwein, 1984 Münster (Herausgegeben mit Prof. Krebs)